# Stantonville
Stantonville est une municipalité américaine située dans le comté de McNairy au Tennessee.
Selon le recensement de 2010, Stantonville compte 283 habitants. La municipalité s'étend sur 1,11 mille carré (2,87 km2).
La localité est nommée en l'honneur de Benjamin Stanton, qui y fonda une fonderie, ou nommée par celui-ci en l'honneur de son oncle, le secrétaire à la guerre Edwin M. Stanton. Le bureau de poste de Stantonville ouvre dès 1848 mais le bourg ne devient une municipalité qu'en 1967.